# Diceronema versterae
Diceronema versterae ist eine Art der Spulwürmer und einziger Vertreter der Gattung Diceronema. Er ist ein Parasit des Magens beim Spitzmaulnashorn. Der erste Namensteil leitet sich vom Gattungsnamen des Wirts (Diceros) und altgriechisch νῆμα nema, deutsch ‚Faden‘ ab, der zweite Namensteil ist der südafrikanischen Helminthologin Anna Verster (1930–1994) gewidmet.

## Merkmale

### Merkmale der Gattung
Diceronema sind länglich mit Querstreifung. Die Mundöffnung wird von einer rudimentären Ober- und zwei Unterlippen begrenzt. Seitlich der Mundöffnung treten zwei Paare von Kopfpapillen auf. Die Mundkapsel ist kelchförmig, ihr vorderer Abschnitt (Cheilorhabdion) ist durch den überlappenden Rand der Mundöffnung vertikal geteilt. Ihr hinterer Abschnitt (Prorhabdion) wird von rücken- und bauchseitig gekrümmten, halbmondförmigen Platten gebildet. Die Halspapillen sind in vier spitze Zinken unterteilt. Der Ösophagus ist in Körper (Corpus) und hinteren Bulbus gegliedert, eine Engstelle zwischen ihnen (Isthmus) ist nicht deutlich. Der längliche Nervenring erstreckt sich hinter das Corpus. Die Exkretionspore öffnet sich in Höhe des Nervenrings. Der Schwanz der Männchen ist bauchwärts gekrümmt und trägt fünf Paare gestielter Papillen, die asymmetrisch angeordnet sind, drei Paare festsitzender Papillen nahe des Schwanzendes und ein Paar Sinnesorganen (Phasmiden). Der bauchseitige Kuticula-Lappen trägt zwei kleine Projektionen am Schwanzende. Die beiden Spicula sind verschieden, das rechte hat an der Spitze einen Bart. Kaudalflügel sind vorhanden, aber nur schlank. Die Vulva mündet unmittelbar vor dem Anus. Diceronema sind vivipar.

### Merkmale der Art
Männchen sind 2,2 bis 2,9 mm lang und maximal 0,08 bis 0,1 mm dick. Die Mundkapsel ist 14 bis 20 µm breit und 10 bis 12 µm tief. Der Ösophagus ist 0,59 bis 0,72 mm lang. Der Nervenring liegt 0,13 bis 0,19 mm hinter dem Vorderende und ist 0,03 bis 0,05 mm lang. Das rechte Spiculum ist etwa 0,1 mm, das linke 0,16 bis 0,22 mm lang, ein Gubernaculum fehlt.
Weibchen sind 2,7 bis 3,24 mm lang und 0,09 bis 0,12 mm dick. Die Mundkapsel ist 10 bis 20 µm breit und 10 bis 14 µm tief. Der Nervenring liegt 0,15 bis 0,2 mm hinter dem Vorderende und ist 0,04 bis 0,06 mm lang. Sie sind monodelphisch, haben also nur einen Satz von Geschlechtsorganen. Das Ovar liegt 0,19 bis 0,24 mm hinter dem Ösophagusende. Die Vulva befindet sich 0,1 bis 0,14 mm vor dem Schwanzende, nahe des Anus. Direkt gegenüber der Vulva befindet sich rückenseitig eine bläschenartige, 10 bis 20 µm breite Schwellung der Kutikula. Im Uterus treten Eier und Larven auf.